# Tony Maggs
 Anthony Francis O'Connell "Tony" Maggs  va ser un pilot de curses automobilístiques sud-africà que va arribar a disputar curses de Fórmula 1.
Tony Maggs va néixer el 9 de febrer del 1937 a Pretoria, Sud-àfrica.

## A la F1
Va debutar a la cinquena cursa de la temporada 1961 (la dotzena temporada de la història) del campionat del món de la Fórmula 1, disputant el 15 de juliol del 1961 el GP de la Gran Bretanya al Circuit d'Aintree.
Tony Maggs va participar en un total de vint-i-set proves puntuables pel campionat de la F1, disputades en cinc temporades consecutives (1961 - 1965) aconseguint tres podis com a millor classificació i assolí vint-i-sis punts pel campionat del món de pilots.

## Resultats a la Fórmula 1
| Any  | Equip               | Xassís | Motor  | 1      | 2       | 3       | 4     | 5       | 6       | 7     | 8       | 9       | 10    | Posició | Punts |
| ---- | ------------------- | ------ | ------ | ------ | ------- | ------- | ----- | ------- | ------- | ----- | ------- | ------- | ----- | ------- | ----- |
| 1961 | Louise Bryden-Brown | Lotus  | Climax | MON    | HOL     | BEL     | FRA   | GBR 13  | ALE 11  | ITA   | USA     |         |       | -       | 0     |
| 1962 | Cooper Car Company  | Cooper | Climax | HOL 5  | MON Ret |         |       |         | ALE 9   |       |         |         |       | 7è      | 13    |
| 1962 | Cooper Car Company  | Cooper | Climax |        |         | BEL Ret | FRA 2 | GBR 6   |         | ITA 7 | USA 7   | SUD 3   |       | 7è      | 13    |
| 1963 | Cooper Car Company  | Cooper | Climax | MON 5  | BEL 7   | HOL Ret | FRA 2 | GBR 9   | ALE Ret | ITA 6 | USA Ret | MEX Ret | SUD 7 | 8è      | 9     |
| 1964 | Scuderia Centro Sud | BRM    | BRM    | MON    | HOL NVS | BEL NVS | FRA   | GBR Ret | ALE 6   | AUT 4 | ITA     | USA     | MEX   | 12è     | 4     |
| 1965 | Reg Parnell Racing  | Lotus  | BRM    | SUD 11 | MON     | BEL     | FRA   | GBR     | HOL     | ALE   | ITA     | USA     | MEX   | -       | 0     |

### Resum
| Curses: | Victòries: | Pòdiums: | Poles: | Voltes ràpides: | Punts: |
| ------- | ---------- | -------- | ------ | --------------- | ------ |
| 27      | 0          | 3        | 0      | 0               | 26     |